# 2015년 11월 죽음
다음은 2015년 11월에 사망한 저명한 인물 목록이다.
- 11월 1일 - 미국의 영화배우 프레드 톰프슨
- 11월 7일
  - 대한민국의 정치인 유수호
  - 대한민국의 목회자 노윤석
  - 조선민주주의인민공화국의 정치인 리을설
- 11월 9일 - 미국의 야구선수 토미 핸슨
- 11월 10일 - 독일의 정치인이자 전 총리 헬무트 슈미트
- 11월 19일 - 대한민국의 영화배우 김혜정
- 11월 22일 - 대한민국의 제14대 대통령 김영삼
- 11월 24일 - 대한민국의 정치인이자 국회의원 신건
- 11월 30일
  - 대한민국의 육상선수 서말구
  - 대한민국의 군인 박원석